# Eduardo Batarda
Eduardo Manuel Batarda Fernandes ComIH (Coimbra, 1943) é um pintor português.

## Família
É filho de Abílio Fernandes (Guarda, Maçainhas de Baixo, 19 de outubro de 1906 - Coimbra, 16 de outubro de 1994) e de sua mulher Rosette Mercedes Saraiva Batarda (Redondo, Redondo, 1 de outubro de 1916 - Coimbra, 28 de maio de 2005) e irmão de José António Batarda Fernandes (Coimbra, 1946).

## Biografia
Começou por estudar Medicina na Faculdade de Medicina da Universidade de Coimbra, mas enveredou pela pintura, tendo-se Licenciado na Escola Superior de Belas-Artes de Lisboa (hoje FBAUL), em 1968.
Graças a uma bolsa Fundação Calouste Gulbenkian, obteve uma pós-graduação pelo Royal College of Art, em Londres, onde viveu entre 1971 e 1974 e onde nasceria a sua filha. Obteve também o diploma de MaRCA e foi distinguido com os Prémios Sir Alan Lane e John Minton.
Foi Professor da Escola Superior de Belas-Artes do Porto. Está representado no Centro de Arte Moderna da Fundação Calouste Gulbenkian e nas colecções do Museu do Chiado, bem como em colecções privadas na Europa, Reino Unido e Estados Unidos da América.
Em 1986 foi-lhe atribuído o prémio telegráfico Homeostética, a 9 de junho de 2005 o grau de Comendador da Ordem do Infante D. Henrique e em 2007, o Grande Prémio EDP, galardão que em edições anteriores foi atribuído a Lourdes Castro, Mário Cesariny e Álvaro Lapa.
A 16 de novembro de 2020, foi agraciado pelo governo português com a Medalha de Mérito Cultural.

## Casamentos e descendência
Casou primeira vez com Cláudia Maria Germaine da Silveira Moreno (filha de Alberto da Silveira Moreno, trineto do 1.º Barão de Almeirim e 5.º neto do 1.º Barão de Sobral e da 3.ª Senhora de Sobral, e de sua mulher Ginette Goldstein, nascida na cidade de São Paulo, judia asquenaze, avó da atriz Leonor Silveira), de quem tem uma filha:
- Beatriz da Silveira Moreno Batarda Fernandes (Londres, 11 de abril de 1974), atriz

Casou segunda vez com Maria Beatriz Gentil Penha Ferreira, sem geração (casada em primeiras núpcias em Santa Maria de Belém, Lisboa, a 6 de maio de 1966 com José Luís de Morais Alçada, de quem teve dois filhos, portanto enteados de Eduardo Batarda).